# Jerry Bengtson
Jerry Ricardo Bengtson Bodden (né le 8 avril 1987 à Santa Rosa de Aguán au Honduras) est un footballeur international hondurien, qui joue au poste d'attaquant avec le CD Olimpia.

## Biographie

### En club
Jerry fait partie des rares joueurs à avoir évolué en club à la fois en MLS (le championnat américain) et en Persian Gulf Pro League (le championnat iranien).
En septembre 2020, il devient le premier footballeur professionnel connu à porter un masque pour lutter contre la pandémie de Covid-19 en plein match.

### En sélection
Il réalise sa première sélection en avril 2010 à l'occasion d'un match amical contre le Venezuela. Sa dernière sélection remonte à novembre 2015 à l'occasion d'un match de qualification pour la Coupe du monde 2018 contre le Mexique.

## Palmarès
- Motagua :

Champion de la Clausura 2010–11
- Individuel :

Meilleur buteur de la Clausura 2009–10
Meilleur buteur de l'Apertura 2010–11
Meilleur buteur de la Clausura 2010–11